# Karl Albrektsson
Karl Albrektsson (em sueco:  Karl Albrektsson, (nascido em 27 de setembro de 1993), é um lutador de artes marciais mistas sueco, competindo na divisão de peso- pesado leve do Bellator MMA. Tem se apresentado profissionalmente desde 2012, e também é conhecido por sua participação em torneios das organizações de luta Bellator MMA e Rizin FF. Em 19 de abril de 2021, ele era o 10º no ranking de peso leve do Bellator.

## Inicio
Albrektsson nasceu e foi criado em Estocolmo. Quando adolescente, se metia facilmente em problemas, mas tentou se manter atualizado por meio do hóquei e do boxe já que o porte físico ajudava bastante nessas práticas desportivas.
Começou no MMA porque desejava se defender do próprio irmão que também começou a treinar no mesmo período. Ele foi apelidado de ''King'', durante uma luta quando os fãs começaram a gritar espontaneamente "Rei, Rei, Rei!".
Em março de 2019, ele disse em entrevista que queria esperar pela estreia no UFC, uma vez que ainda não tinha a experiência necessária para se manter no mais alto nível por lá e pelo fato de que não tinha só como objetivo lutar no UFC de Estocolmo.

## Wushu
Em 2014, Albrektsson participou do Wushu - Campeonato Europeu em Bucareste e conquistou o primeiro ouro no Campeonato Europeu da Suécia no lado masculino.

## MMA

### Início de carreira
Albrektsson fez sua estreia na organização polonesa MMA Koszalin e venceu sua primeira luta por finalização no segundo round. Demorou pouco mais de um ano após a estreia antes que a próxima partida terminasse.

### Arena internacional de luta de ringue
Albrektsson começou a jogar partidas dentro da organização sueca IRFA em 2013 e ficou invicto, por 3-0, ao longo do tempo com eles para um resultado total de 4-0 e foi contratado pela organização japonesa Rizin FF.

### Federação de Luta Rizin
Ele fez sua estreia em 17 de abril de 2016 em Rizin 1, jogou uma partida difícil e equilibrada contra o campeão mundial de sambo russo e posteriormente campeão do Bellator, Vadim Nemkov, que Albrektsson finalmente derrotou por decisão dividida.
Em 25 de setembro do mesmo ano, Karl enfrentou Valentin Moldavsky no Grande Prêmio Mundial de Rizin 2016: 2ª Rodada Moldavsky foi o primeiro a derrotar Albrektsson na carreira profissional deste último. Ele o fez por decisão unânime.
Pouco mais de dez meses depois, era a vez da próxima luta de Karl em 30 de julho de 2017 na rodada de abertura do Rizin Fighting World Grand Prix 2017, parte 1. Desta vez, contra a Lituânia Teodoras Aukstuolis, que Albrektsson derrotou por finalização.
Na segunda partida do torneio do Grande Prêmio Mundial em 29 de dezembro de 2017, Albrektsson enfrentou o tcheco Jiří Procházka, que o derrotou por nocaute técnico e o eliminou do torneio.
Depois dessa partida, de acordo com o próprio Albrektsson, ele e Rizin tiveram alguns problemas para combinar partidas. Em vez disso, Karl competiu no Superior Challenge em SC 17 contra Dmitry Tebekin e em SC 18 em 1 de dezembro de 2018 contra Josh Stansbury. Ele derrotou ambos por paralisação 
Albrektsson deveria se encontrar com o companheiro de clube de Conor McGregor, o irlandês Chris Fields em 11 de maio no SC 19, mas em 3 de maio de 2019, foi relatado que Albrektsson foi forçado a desistir da partida devido a lesões.
Sua próxima luta pelo Rizin foi contra o aluno de Wanderlei Silva, Christiano Frohlich, no Rizin 15, no dia 21 de abril de 2019, que Albrektsson venceu por decisão unânime.

### Bellator MMA
Em 30 de julho de 2019, foi anunciado que Albrektsson assinou com o Bellator MMA. Bellator estava em contato com Albrektsson já em 2013, mas ele queria obter um pouco mais de experiência antes de assinar por uma organização maior e, portanto, esperou até 2019...
Albrektsson estreou na organização em 25 de outubro de 2019 no Bellator 231 contra o ex-meio-pesado Phil Davis na luta co-principal. Davis confiou em seu histórico de wrestling e derrotou Albrektsson nas rodadas 1 e 2. No round 3, Davis venceu Albrektsson com um golpe no corpo e finalizou Albrektsson contra a grade.
Albrektsson enfrentou Viktor Nemkov, irmão de seu adversário anterior, no Bellator 257 em 16 de abril de 2021. Ele venceu a luta por decisão unânime.

## Registro de artes marciais mistas
| Cartel no MMA   |             |            |
| 14 lutas        | 11 vitórias | 3 derrotas |
| Por nocaute     | 5           | 2          |
| Por finalização | 3           | 1          |
| Por decisão     | 3           | 0          |

| Res. | Cartel | Oponente            | Método                          | Evento                                           | Data                   | Round | Tempo | Local                                  | Notas                                        |
| ---- | ------ | ------------------- | ------------------------------- | ------------------------------------------------ | ---------------------- | ----- | ----- | -------------------------------------- | -------------------------------------------- |
| Win  | 11–3   | Viktor Nemkov       | Decision (unanimous)            | Bellator 257                                     | 16 de abril de 2021    | 3     | 5:00  | Uncasville, Connecticut, United States |                                              |
| Win  | 10–3   | Amilcar Alves       | TKO (punches)                   | Superior Challenge 21                            | 28 de Novembro de 2020 | 2     | 2:46  | Stockholm, Sweden                      |                                              |
| Loss | 9–3    | Phil Davis          | TKO (punches)                   | Bellator 231                                     | 25 de Outubro de 2019  | 3     | 3:06  | Uncasville, Connecticut, United States |                                              |
| Win  | 9–2    | Christiano Frohlich | Decision (Unanimous)            | Rizin 15                                         | 21 de Abril de 2019    | 3     | 5:00  | Yokohama, Japan                        |                                              |
| Win  | 8–2    | Josh Stansbury      | KO (punches)                    | Superior Challenge 18                            | 1 de Dezembro de 2018  | 1     | 4:56  | Stockholm, Sweden                      |                                              |
| Win  | 7–2    | Dmitry Tebekin      | TKO (punches)                   | Superior Challenge 17                            | 19 de maio de 2018     | 2     | 4:52  | Stockholm, Sweden                      |                                              |
| Loss | 6–2    | Jiří Procházka      | TKO (punches)                   | Rizin World Grand Prix 2017: 2nd Round           | 29 de Dezembro de 2017 | 1     | 9:57  | Saitama, Japan                         |                                              |
| Win  | 6–1    | Teodoras Aukstuolis | Submission (arm-triangle choke) | Rizin World Grand Prix 2017 Opening Round Part 1 | 30 de Julho de 2017    | 1     | 8:01  | Saitama, Japan                         |                                              |
| Loss | 5–1    | Valentin Moldavsky  | Decision (unanimous)            | Rizin World Grand Prix 2016: 1st Round           | 25 de Setembro de 2016 | 2     | 5:00  | Saitama, Japan                         | 2016 Rizin Openweight Grand-Prix First Round |
| Win  | 5–0    | Vadim Nemkov        | Decision (split)                | Rizin 1                                          | 17 de Abril de 2016    | 3     | 5:00  | Nagoya, Japan                          |                                              |
| Win  | 4–0    | Tomasz Janiszewski  | Submission (rear-naked choke)   | International Ring Fight Arena 7                 | 24 de Novembro de 2014 | 2     | 4:37  | Solna, Sweden                          |                                              |
| Win  | 3–0    | Nordine Hadjar      | KO (punches)                    | International Ring Fight Arena 6                 | 5 de Abril de 2014     | 1     | 2:29  | Solna, Sweden                          |                                              |
| Win  | 2–0    | Arunas Vilius       | Submission (rear-naked choke)   | International Ring Fight Arena 5                 | 19 de Outubro de 2013  | 1     | 2:34  | Solna, Sweden                          |                                              |
| Win  | 1–0    | Blazej Nagorski     | TKO (punches)                   | MMA Koszalin: Poland vs. Sweden                  | 17 de Aogosto de 2012  | 2     | 3:54  | Koszalin, Poland                       |                                              |